# Štěpán Jindra
Štěpán Jindra (* 13. června 1961 Praha) je český ekonom, redaktor a překladatel z angličtiny, syn překladatelů Miroslava Jindry a Aleny Jindrové-Špilarové.

## Život
Po maturitě na Akademickém gymnáziu v Praze roku 1979 vystudoval v letech 1979–1983 obor ekonomika zahraničního obchodu na Vysoké škole ekonomické. Do roku 1991 pracoval v oblasti ekonomického vzdělávání dospělých a v letech 1992–2001 v bankovnictví, kde plně uplatnil své znalosti obecné i odborné angličtiny. Během devadesátých let se začal věnovat překládání z angličtiny a roku 2001 se stal redaktorem v nakladatelství Reader's Digest Výběr.

## Překlady
- James Clavell: Šógun (Praha: Odeon 1993), společně s Jarmilou Emmerovou, Alenou Hartmanovou a Eliškou Hornátovou.
- William Styron: Ráno na pobřeží (Praha: Svoboda 1995), společně s Ľubicou Jindrovou.
- Robinson, Jeffrey: Pánové z prádelny špinavých peněz (Praha: Columbus 1995), společně s Ľubicou Jindrovou.
- David Copperfield a Janet Berlinerová: David Copperfield uvádí neuvěřitelné příběhy (Praha_ Columbus 1995), spolupřekladatel,
- Jim Lovell a Jeffrey Kluger: Apollo 13 (Praha: BB/art 1996), společně s Ľubicou Jindrovou.
- Robert Graves: Mozaika (Praha: BB/art 1997), společně s Ľubicou Jindrovou.
- Rolf Harris: Skutečné příhody z říše zvířat (Praha: BB/art 1998), společně s Ľubicou Jindrovou.
- Mark Twain: Princ a chuďas (Praha: BB/art 1999), společně s Ľubicou Jindrovou.
- Ed McBain: Ve víru velkoměsta (Praha: BB/art 2001), společně s Ľubicou Jindrovou.
- Eugene Cernan a Don Davis: Poslední muž na Měsíci (Praha: Academia 2003), společně s Ľubicou Jindrovou.
- John Allyn: Příběh 47 róninů (Praha: BB/art 2004).
- Edward Rutherfurd: Dublin – počátky (Praha: BB/art 2005), společně s Alenou Jindrovou-Špilarovou.
- Edward Rutherfurd: Irsko – probuzení (Praha: BB/art 2007), společně s Alenou Jindrovou-Špilarovou.
- Lindsey Davisová: Óda na bankéře (Praha: BB/art 2008).
- Giles Sparrow: Vesmírné výpravy (Praha: Knižní klub 2008).
- Joseph Cummins: Osudové okamžiky dějin (Praha: Knižní klub 2009).
- Anthony E. Zuiker a Duane Swierczynski:  Level 26: Netvor z temnot (Praha: Knižní klub 2010).
- Tom Knox: Kainovo znamení (Praha: Knižní klub 2011).
- Philip Carter: Oltář z kostí (Praha: Knižní klub 2012).
- A. M. Dean: Ztracená knihovna (Praha: Knižní klub 2013).
- Kelly Parsons: Škůdce (Praha: Knižní klub 2014).
- A. M. Dean: Úhelný kámen (Praha: Knižní klub 2015).
- Tess Gerritsenová: Umři znovu (Praha: Tarsago Česká republika 2016).
- Robert McClure: Smrtící ukolébavka (Praha: Knižní klub 2016).
- Tom Michell: Co mě naučil tučňák (Praha: Tarsago Česká republika 2017).
- James Patterson a David Ellis: Neviditelný (Praha: Tarsago Česká republika 2017).
- Mary Higgins Clarková: Melodie stále zní (Praha: Tarsago Česká republika 2017).